# 항해등

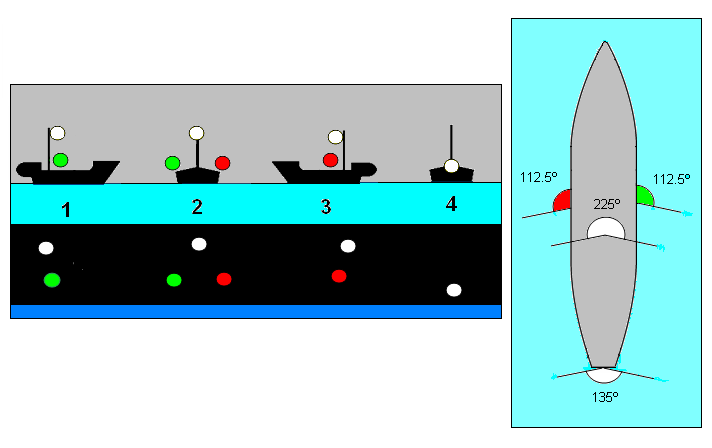
기본 조명 구성. 2, 관찰자를 직접 향하고 있는 선박, 4, 관찰자로부터 멀어지는 선박

항해등 또는 내비게이션 라이트(Navigation light)는 선박, 항공기 또는 우주선의 조명 광원으로, 선박의 위치, 방향 또는 상태에 대한 정보를 제공한다. 일부 항해등은 선박의 방향을 식별하여 교통 통제를 돕기 위해 빨간색과 녹색으로 색상이 구분되어 있다. 이들의 배치는 국제 협약이나 국제 해사 기구(IMO)와 같은 민간 당국에 의해 의무화된다.
일반적인 오해는 해상 또는 항공기 항해등이 접근하는 두 척의 선박 중 어느 선박이 지상 교통에서와 같이 "통행권"을 가지고 있는지를 나타낸다는 것이다. 이것은 결코 사실이 아니다. 그러나 빨간색과 녹색 색상은 어느 선박이 "양보" 또는 "대기"(진로 및 속도 유지 의무) 의무가 있는지를 나타 내기 위해 선택되었다. 지상 교통 관례에 따라 두 차량 중 가장 오른쪽 차량은 일반적으로 대기 상태가 되며 가장 왼쪽 차량은 양보해야 한다. 따라서 (좌현) 측면에 빨간색 신호등이 사용되어 "양보해야 한다"를 나타낸다. 그리고 (우현) 측면의 녹색등은 "나는 양보할 것이다. 당신은 서야 한다"를 나타낸다. 두 척의 동력선이 정면으로 접근하는 경우 두 척 모두 양보해야 한다.